# Luigi R. Einaudi
Luigi R. Einaudi (Cambridge, 1º marzo 1936) è un diplomatico e docente statunitense. Dall'ottobre del 2004 è facente funzioni del segretario generale dell'Organizzazione degli Stati americani (OAS).

## Biografia
Americano di origini italiane, Einaudi è nato il 1º marzo 1936 a Cambridge (Massachusetts), figlio primogenito di Mario Einaudi e Manon Michels. Ha studiato all'Università di Harvard, dove nel 1957 ha ottenuto il Bachelor of Arts. Dopo aver prestato servizio nell'esercito americano tra il 1957 e il 1959, Einaudi fa ritorno a Harvard dove, nel 1967, ha conseguito il titolo di dottore di ricerca (PhD). Tra il 1962 e il 1974, è stato ricercatore presso la RAND Corporation di Santa Monica in California, dove ha condotto ricerche di carattere sociopolitico sui paesi dell'America Latina.
Einaudi ha insegnato all'Università di Harvard, alla Wesleyan University, all'Università della California, Los Angeles e all'Università di Georgetown e ha tenuto conferenze in diverse università e istituzioni negli Stati Uniti, in America Latina ed Europa.
Einaudi ha prestato servizio in tempi diversi (1974-1977 e 1993-1997) presso il Policy Planning Council del Segretario di Stato degli Stati Uniti ed è stato direttore del Policy Planning for Inter-American Affairs (1977-1989). Dal 1989 al 1993 è stato ambasciatore degli Stati Uniti presso l'Organizzazione degli Stati americani. Nel 1998 come inviato speciale di Bill Clinton, allora Presidente degli Stati Uniti, ha preso parte ai colloqui di pace per porre fine al conflitto sui confini tra Ecuador e Perù.
Nell'ottobre del 2004 assume la carica di facente funzioni del segretario generale dell'Organizzazione degli Stati Americani (OAS) in seguito alle dimissioni del segretario generale Miguel Ángel Rodríguez.
Dal 2007 Einaudi è membro dell'Institute for National Strategic Studies alla National Defense University di Washington, D.C. Inoltre è componente del Council on Foreign Relations, dell'American Academy of Diplomacy, del Brazil Institute del Woodrow Wilson International Center for Scholars, della Fondazione Luigi Einaudi (Torino) e di altre organizzazioni non-profit. Infine è membro della Commissione dell'Edizione nazionale degli scritti di Luigi Einaudi.
Einaudi è sposato con Carol Ann Peacock, un avvocato specializzato in proprietà intellettuale. Hanno quattro figli e dieci nipoti.

## Opere
- Luigi R. Einaudi (a cura di), Beyond Cuba. Latin America takes charge of its future., New York, Crane, Russak, 1974, ISBN 0844802247.
- Brazil and the United States. The need for strategic engagement, Washington D.C., Institute for National Strategic Studies, 2011.
- The Ecuador-Peru peace process, in Herding cats. Multiparty mediation in a complex world, Washington, D.C., United States institute of peace press, 1999,  pp. 407-429.
- Le molteplici eredità, un ricordo personale di Luigi Einaudi, in Luigi Einaudi nella cultura, nella società e nella politica del Novecento, Firenze, Olschki, 2010,  pp. 309-335, ISBN 978-88-222-5997-4.
- Latin American student radicalism. A different type of struggle, Santa Monica, California, RAND Corporation, 1968.
- Learning diplomacy. An oral history, interviewed by Charles Stuart Kennedy and Robin Matthewman, XLibris, 2023, ISBN 9781669858195.
- The Peruvian military. A summary political analysis, Santa Monica, California, Rand Corporation, 1969.
- The politics of the United States policy toward human rights, in Curso de derecho internacional, n. 28, Washington, D.C., Organización de los Estados Americanos, Secretaría General, 2001,  pp. 563-573.
- The role of the Organization of American States in the 1990ʼs, Washington, D.C., Government printing office, 1990.